# 虎頭山 (新化區)
虎頭山，位於台南市新化區，海拔61公尺。山麓即為虎頭埤水庫，山頂有一顆三等三角點589號。攀登容易，登山口位於芬多精步道0.1k處，園區內路邊公告欄的園區導覽圖上標示有「虎頭制高三角點」。